# بخش هاردی (شهرستان هولمز، اوهایو)
بخش هاردی (به انگلیسی: Hardy Township) یک منطقهٔ مسکونی در ایالات متحده آمریکا است که در شهرستان هولمز، اوهایو واقع شده‌است.
 بخش هاردی ۸۴٫۹۷ کیلومتر مربع مساحت و ۵٬۶۴۹ نفر جمعیت دارد و ۲۴۲ متر بالاتر از سطح دریا واقع شده‌است.